# Хотел Балкан (1. сезона)
Прва сезона теленовеле Хотел Балкан се емитује од 21. септембра 2020. године.

## Улоге
- Радоје Чупић
- Саша Торлаковић
- Горан Јокић
- Миљка Брђанин
- Бора Ненић
- Наташа Иванчевић
- Слађана Зрнић
- Никола Пејаковић
- Тамара Милошевић
- Жељко Еркић

## Епизоде
| Бр. еп. (укупно) | Бр. еп. (у сезони) | Наслов | Редитељ        | Сценариста       | Премијера           |
| --- | ------------------ | ------ | -------------- | ---------------- | ------------------- |
| 1 | 1                  |        | Саша Карановић | Небојша Ромчевић | 21. септембар 2020. |
| Док у прошлости Вид упознаје Марију, у садашњости Бранко се бори са новим изазовима - овог пута здравственим. Суочен са новим непријатељем, временом, упушта се у реализацију свог животног дела посвећеног најважнијој жени његовог живота. Са друге стране, ствари у хотелу не иду својим током. Драган, због силне жеље да се докаже оцу губи конце те је приморан потражити помоћ од Душана, чији приватни живот утиче на послове хотела. За разлику од брата Душана, Вера ниже победе док балансира између. |                    |        |                |                  |                     |
| 2 | 2                  |        | Саша Карановић | Небојша Ромчевић | 22. септембар 2020. |
| Романса између Марије и Вида се развија, али и Видови потомци покушавају да пронађу љубав. Драгана овакви покушаји одводе у Београд код Викторије, а Горану стара љубав закуца на врата његове зубарске ординације. Млађи чланови породице бију своје битке - Душан ону између проблематичне девојке и разведених родитеља који преко њега покушавају да повреде једно друго. А Вера између новог тренера, мајке која покушава да му се допадне и новог, мистериозног инвеститора.                               |                    |        |                |                  |                     |
| 3 | 3                  |        | Саша Карановић | Небојша Ромчевић | 23. септембар 2020. |
| Док Вид вага између своје коцкарске природе и љубави према Марији, у хотелу Балкан у садашњости се нижу нови проблеми. Кухиња је у распаду због свађе између Душана и Бисере, Љиљана и Драган воде своје битке по собама, док Драги и Драга покушавају да спасу оно што се може спасити. Претње породици Курузовић стижу са свих страна - једна у виду прорачунате Викторије, друга у виду мистериозног Јаве, а трећа и најопаснија у виду опаке болести због које Бранко губи разум.                            |                    |        |                |                  |                     |
| 4 | 4                  |        | Саша Карановић | Небојша Ромчевић | 25. септембар 2020. |
| Видови пороци опет прете његовој вези са Маријом, а у садашњости Драганове грешке прете затварању хотела "Балкан". Проблем са законом има и Викторијин брат Милош, због чега њих двоје беже из Београда. Док се Бранко бори са проблемима у хотелу, болешћу која напредује из дана у дан и препрекама које му онемогућују да оствари свој примарни циљ - задужбину своје мајке Марије. |                    |        |                |                  |                     |
| 5 | 5                  |        | Саша Карановић | Небојша Ромчевић | 28. септембар 2020. |
| У Видов и Маријин живот улази Олга, са свитом која има своје идеје о томе како требају изгледати њихови животи. У садашњости траје потрага за Сакс која пати за Душаном. Он, са друге стране, помаже Бисери у кухињи, али улази и у конфликт са Бранком. Горан се након унутрашњег конфликта враћа породици која је фокусирана на напредак Верине каријере којом сада руководи Јава. |                    |        |                |                  |                     |
| 6 | 6                  |        | Саша Карановић | Небојша Ромчевић | 29. септембар 2020. |
| Док се у прошлости прославља Видово венчање, у садашњости Курузовићи такође налазе разлога за славље. Ипак, и једним и другима славље остави горак укус у устима. Горан и Љубица решење брачних проблема покушавају пронаћи у другим људима. Владан упозорава Горана и Драгана на опасност Бранкових поступака, а једини којем наизглед иде је Драган који дане проводи у Викторијином наручју. |                    |        |                |                  |                     |
| 7 | 7                  |        | Саша Карановић | Небојша Ромчевић | 30. септембар 2020. |
| Олга очајнички покушава да привуче Видову пажњу. Са друге стране, Драган се брине како ће проћи упознавање Викторије и Бранка. Вера тражи помоћ од Душана и Сакс након повреде. Бојана покушава да дође до Горана који тражи начин како да се носи са Јавом и Вуком. Уз то, професор Хорват не бира начин да дође до информација о хотелу. |                    |        |                |                  |                     |
| 8 | 8                  |        | Саша Карановић | Небојша Ромчевић | 2. октобар 2020.    |
| Још један Олгин покушај да придобије Видову пажњу полази по злу, због чега Вид и Марија стварају још већу одбојност према њој. Док се Вера и даље носи са повредом, Бранко склапа договор са Љиљаном која ће му помоћи да се реши професора Хорвата. Љубица тражи утеху у Сајином наручју, а Сакс покушава да изглади односе са оцем уз помоћ психолога. |                    |        |                |                  |                     |
| 9 | 9                  |        | Саша Карановић | Небојша Ромчевић | 6. октобар 2020.    |
| Познаник из прошлости долази у хотел и доводи Марију у незавидну ситуацију. Духови прошлости харају и у садашњости и због њих Драги и Бранко копају по подруму хотела, а Викторија се не осећа сигурно ни у Бањалуци. Док Љубица петља са Сајом, Горан поново успоставља контакт са Бојаном, а Бранко се опет меша у покушају да спаси њихов брак. |                    |        |                |                  |                     |
| 10 | 10                 |        | Саша Карановић | Небојша Ромчевић | 7. октобар 2020.    |
| Францова уцена доводи Марију до тачке пуцања, а неочекивани савезник јој притекне у помоћ. У садашњости се прославља Бранков рођендан, раскошно али не и без проблема и интрига. Под утицајем алкохола многе истине излазе на видело, па тако и она о правом разлогу зашто Горанова и Драганова мајка није са њима. |                    |        |                |                  |                     |
| 11 | 11                 |        | Саша Карановић | Небојша Ромчевић | 8. октобар 2020.    |
| Након Францове смрти, Олга, Марија и Вид напокон проналазе мир у брачној заједници, али им сада прете опасни спољашњи фактори. Након прославе Бранковог рођендана, Душан је у потпуности променио однос према породици и сада му је Бисера једини савезник. Викторија ужива у последицама пометње коју је узроковала на забави, а сви остали сумирају утиске и прилагођавају се новонасталој ситуацији. |                    |        |                |                  |                     |
| 12 | 12                 |        | Саша Карановић | Небојша Ромчевић | 9. октобар 2020.    |
| Вид, Марија и Олга уживају у породичној идили, а уз то све добију и још добрих вести. Драги и Драга се носе са Бранковим новим дементним нападом, док су остали сви фокусирани на Верин турнир у Штутгарту. Усред тог узбуђења, Викторија упознаје Милоша и Драгана, а у град долази неочекивана претња. |                    |        |                |                  |                     |
| 13 | 13                 |        | Саша Карановић | Небојша Ромчевић | 12. октобар 2020.   |
| Поред све бриге и неге коју јој пружају Олга и Вид, Маријина трудноћа не пролази без компликација. Јава и Вера користе турнир да се боље упознају, а Вук да изведе још једно кривично дело у које покушава да увуче и Јаву. Бранко проучава Францово писмо које је пронашао закопано у хотелу. |                    |        |                |                  |                     |
| 14 | 14                 |        | Саша Карановић | Небојша Ромчевић | 13. октобар 2020.   |
| Породичну идилу овај пут прекидају спољашњи утицаји - почетак Другог светског рата који сада прети и балканској регији. Викторија шаље Милоша на пут, да га заштити од Марка. Бојана и Горан користе то што су Љубица и Вера ван државе, али ни Љубичин кревет у Штутгарту не остаје празан. Љубав цвета и између Душана и Бисере уз велику помоћ Сакс која је и даље заљубљена у Душана. |                    |        |                |                  |                     |
| 15 | 15                 |        | Саша Карановић | Небојша Ромчевић | 14. октобар 2020.   |
| Вид одлази у војску и остави Бранка, Марију и Олгу који размишљају о томе да ли да остану у својој земљи или да беже како би спасили голи живот. Милош се бори са духовима прошлости, како скорашње тако и оне давне. Бранко одбија Викторијине и Драганове предлоге за хотел, што Драгана само више гура у Викторијино наручје. Остали су и даље фокусирани на Верин турнир током којег се она и даље бори са скорашњом повредом.                                                                               |                    |        |                |                  |                     |
| 16 | 16                 |        | Саша Карановић | Небојша Ромчевић | 15. октобар 2020.   |
| Олга, Марија и Бранко се спремају за долазак непријатеља. Јанко помаже Милошу у окршају са Марком. Док Вери организују прославу за победу на турниру, у хотелу се упоредо организује прослава венчања због које су свим запосленима пуне руке посла. Бранко сазнаје вредне информације о Викторијином правом идентитету, али и она сазнаје за његову болест. |                    |        |                |                  |                     |
| 17 | 17                 |        | Саша Карановић | Небојша Ромчевић | 16. октобар 2020.   |
| У град долазе домобрани Независне државе Хрватске који уносе пометњу и у хотел. Са њима долази и Маријин стари познаник. На прослави у част Верине победе испливају информације због којих се Љиљана и Викторија посвађају, а Душан се још више удаљи од породице. Упоредо, у хотелу такође настане хаос након што прослава венчања измакне контроли. |                    |        |                |                  |                     |
| 18 | 18                 |        | Саша Карановић | Небојша Ромчевић | 19. октобар 2020.   |
| Марија покушава на све начине да одржи себе и Бранка на животу, а неочекивана посета јој врати наду и жељу за животом. Догађаји који су се одиграли током Верине прославе и свадбе у хотелу, тек сада остављају своје последице, а свако се са њима носи како најбоље зна и уме. Поред тога, Сакс се опет одала пороцима због којих још једном угрози сопствени живот. |                    |        |                |                  |                     |
| 19 | 19                 |        | Саша Карановић | Небојша Ромчевић | 20. октобар 2020.   |
| Марија покушава да се носи са превирањима изазваним ратним стањем, као и да заштити себе и Бранка по сваку цену. Бранкова болест је узнапредовала и он све више губи додир са реалношћу, а Драги и Драга преузимају бригу о њему. Викторија одлази на село да раскрсти са прошлошћу. Душан се супротставља Бранку, а Мирко се појављује као нова невоља породици Курузовић и хотелу "Балкан". |                    |        |                |                  |                     |
| 20 | 20                 |        | Саша Карановић | Небојша Ромчевић | 21. октобар 2020.   |
| Поручник се суочава са крајем своје каријере који за њега носи веће последице. Драги и Бранко и даље покушавају да се докопају блага које је скривено у подруму хотела. Горан и Љубица раде на брачним односима, а Душан се сели код Бисере. Викторија открива Владану да зна за Бранкову болест и да би се заштитила, пожурује своје венчање са Драганом. |                    |        |                |                  |                     |
| 21 | 21                 |        | Саша Карановић | Небојша Ромчевић | 22. октобар 2020.   |
| Партизани долазе у град и преузимају хотел што у потпуности мења Маријине околности. Викторија и Драган прослављају своје венчање. Бранко организује састанак управног одбора на ком присутне обавести о значајној промени у вођењу хотела. Горан суочава Веру са чињеницом да зна за њену повреду. Саја из очаја запрети Љубици да ће све открити Горану. |                    |        |                |                  |                     |
| 22 | 22                 |        | Саша Карановић | Небојша Ромчевић | 23. октобар 2020.   |
| Вид се враћа кући и на тренутак се чини као да ће све бити у реду, међутим Вид је сада пијун државе која не толерише преступнице попут Марије. Бисерина и Душанова веза је у опасности због његових коцкарских афинитета. Љиљана се бори са новим радним задацима, док се у хотелу проблеми редају један за другим. Викторија и Драган уговарају послове са Мирком, док се Сакс и Вићентијевић боре са породичним проблемима.                                                                                    |                    |        |                |                  |                     |
| 23 | 23                 |        | Саша Карановић | Небојша Ромчевић | 26. октобар 2020.   |
| Бранко остаје сам са Видом који не зна како да се снађе са сином и траумама из рата. Ипак, Бранко проналази неочекиваног савезника међу ратним сирочићима. Сакс помаже Бисери да се носи са Душановом неодговорношћу. Разни инспектори долазе у хотел како би саботирали њихов рад и тако приморали Бранка да одустане од тужбе. Инспектор Ожеговић се распитује о Јави, међутим Саја се плаши да је његов однос са Љубицом прави разлог његовог њушкања.                                                        |                    |        |                |                  |                     |
| 24 | 24                 |        | Саша Карановић | Небојша Ромчевић | 27. октобар 2020.   |
| Марија, Вид и Бранко се носе са последицама суђења и онога што је уследило након истог. У садашњости, Бранко се и даље носи са осећајем кривице због издаје мајке. Душанов, Бисерин и Саксин посао цвета. Љубица и Вера и даље покушавају да дођу до Горана, који је отишао у Приједор код Бојане. Драги и Бранко путују у Аустрију како би продали пронађено благо и узели новац потребан за изградњу задужбине.                                                                                                |                    |        |                |                  |                     |
| 25 | 25                 |        | Саша Карановић | Небојша Ромчевић | 28. октобар 2020.   |
| Вид на све начине покушава да спаси Бранка, а у помоћ му долази другарица Боса. Драган се опоравља од срчаног удара, док су сви остали забринути за њега. Драги се бори са Бранковим дементним нападима, а не помаже им ни то што су још увек у Аустрији. Јавину и Верину романсу квари инспектор Ожеговић који наставља да испитује о Јавиној криминалној прошлости. Горан схвата да не може да прати Бојану која живи младалачким животом.                                                                     |                    |        |                |                  |                     |
| 26 | 26                 |        | Саша Карановић | Небојша Ромчевић | 29. октобар 2020.   |
| Боса открива своје право лице. Вид, и даље очајан, у намери да помогне Бранку, склапа нови договор који га може коштати свега. Владан помаже Љиљани да се носи са финансијским инспектором који јој прети затвором. Вера процесуира информације о Јавиној прошлости. Милош упада у проблеме због коцке, а Викторија покушава да помогне Драгану да се тргне након операције. |                    |        |                |                  |                     |
| 27 | 27                 |        | Саша Карановић | Небојша Ромчевић | 30. октобар 2020.   |
| Баба покушава на све начине да допре до Бранка, у покушају да спаси сопственог сина. Боса се враћа у Видов живот на велика врата. Милош зове Душана да му помогне са коцкарским дуговима због чега трпи Душанова веза са Бисером. Љиљана напада Бранка због непријатности које јој је приредио. Бранко је заокупљен непознатим гостом који долази у хотел. |                    |        |                |                  |                     |
| 28 | 28                 |        | Саша Карановић | Небојша Ромчевић | 2. новембар 2020.   |
| Боса преузима хотел, али дозволи Марији и Бранку да остану и помажу јој. Марија на све начине покушава да помогне Виду. Бранко одлази у Приједор по Горана, док Драга и Драги мисле да он опет има дементни напад. Викторија се бори са Мирком како би добила од њега дозволе за спа центар на Кастелу. Сакс покушава да изглади односе између Бисере и Душана. Горан открива да је Бранко болестан и покушава то да саопшти Драгану.                                                                            |                    |        |                |                  |                     |
| 29 | 29                 |        | Саша Карановић | Небојша Ромчевић | 3. новембар 2020.   |
| Вид, Марија и Бранко напокон добијају разрешење своје ситуације након што партизани дођу по Драгишу и Босу. У садашњости се такође разрешавају замршени односи. Бранко приводи крају послове око изградње задужбине. Викторија показује право лице Драгану. Вера се предомишља да ли да послуша срце или мозак у свом односу са Јавом. Драган и Горан покушавају на најбољи начин да се носе са сазнањем да Бранко умире.                                                                                        |                    |        |                |                  |                     |